# 颶風艾格卡
颶風艾格卡（英語：Hurricane Ekeka，國際編號：9202，中太平洋颶風中心：01C）是一個異常地在二月的太平洋達至大型颶風強度的熱帶氣旋。此風暴在1月28日在夏威夷的南部海面形成，為1992年太平洋颶風季第一個形成的風暴，並在2月2日增強至颶風強度，但不久後因移到不利其發展的風切變環境而開始減弱。其後以熱帶風暴下限的強度越過国际日期变更线，進一步減弱為熱帶低氣壓。之後艾格卡繼續向西移動，穿過馬紹爾群島和楚克，最終在2月9日於巴布亚新几内亚以北海面消散。此風暴並沒有造成顯著破壞或死亡。

## 氣象歷史
當厄爾尼諾現象在1991－1992年間活躍時，季風槽通常會延伸至中太平洋北部；位於國際日期變更線至西經140度線的海域。同時，接近赤道附近的海面溫度異常溫暖，風切變也很微弱。在一月底，有一團大範圍的對流在赤道的北邊徘徊了好幾日。之後在1月23日，有幾首船報告在該地區有颮和強西南風的活動。 自此中太平洋颶風中心便開始在1月26日監察該對流，當時其位於嘉萊（夏威夷島的最南點）之南約1530公里。該擾動向西移動的同時繼續組織，並在1月28日發展成第一C號熱帶低氣壓，當時此系統位於聖誕島北邊之不遠處或塔布阿埃蘭環礁之東邊。
因處於有利的環境，該熱帶低氣壓快速增強為熱帶風暴；因此，它被中太平洋颶風中心命名為「艾格卡」（意思是Edgar（埃德加）在夏威夷語的讀法）。艾格卡在向西北偏西緩慢移動時繼續逐漸增強，並在1月30日在位於帕邁拉環礁之西北約160公里的海域達至颶風強度。在2月2日，此風暴達至巔峰風速約每小時185公里，達到大型颶風；或薩菲爾-辛普森颶風等級中的三級颶風強度。不久後，其因風切變的增強而開始減弱，同時其移動速度也因副熱帶高壓脊移到艾格卡的北方而開始加快。位於西風帶的一道低壓槽令風切變增強，令艾格卡在2月3日早上減弱為一熱帶風暴。在該日隨後的時間，其越過國際日期變更線並進入西北太平洋，聯合颱風警報中心評估其風速為每小時85公里 ，而日本氣象廳將其評定為強烈熱帶風暴，並估計其風速為每小時95公里，中心氣壓985巴，因中太平洋颶風中心並沒有在他們的年終報告中加入此風暴的氣壓資料，故此氣壓為艾格卡已知的最低中心氣壓強度。
其後熱帶風暴艾格卡繼續減弱，並在2月4日被降格為熱帶低氣壓。該熱帶低氣壓快速移動並穿過馬紹爾群島，並在2月6日轉向西南偏西移動。 在2月8日，日本氣象廳認為艾格卡已消散；但聯合颱風警報中心仍繼續監察該系統，當時此風暴正以熱帶低氣壓下限強度穿過楚克。在2月9日早上，聯合颱風警報中心認為艾格卡已在帛琉之東南偏東約1300公里處，或巴布亞新幾內亞以北沿岸約500公里處消散。

## 影響和記錄
艾格卡並沒有造成任何傷亡報告。其橫過馬紹爾群島時並沒有造成顯著破壞。此風暴橫過楚克時，該島曾出現每小時30公里的風速。艾格卡是三個在中太平洋的帕邁拉環礁專屬經濟區中形成的熱帶氣旋之一。
艾格卡最異常之處是它在一月形成。熱帶氣旋很少會在風季外的時間在國際日期變更線的東面形成， 東太平洋的風季通常在5月15日開始；中太平洋的風季則在6月1日開始，而兩者也在11月30日結束。 在太平洋颶風的官方資料中，艾格卡是有記錄第二個在一月或二月在國際日期變更線東面的太平洋上形成的熱帶氣旋，第一個是1989年熱帶風暴雲露娜；也是有記錄以來第三早在中太平洋上形成的熱帶氣旋，僅次於雲露娜及2016年颶風帕利。